# Conorhynchos
Conorhynchos is een monotypisch geslacht van straalvinnige vissen uit de familie van de antennemeervallen (Pimelodidae).

## Soort
- Conorhynchos conirostris (Valenciennes, 1840)